# Christian Tischner

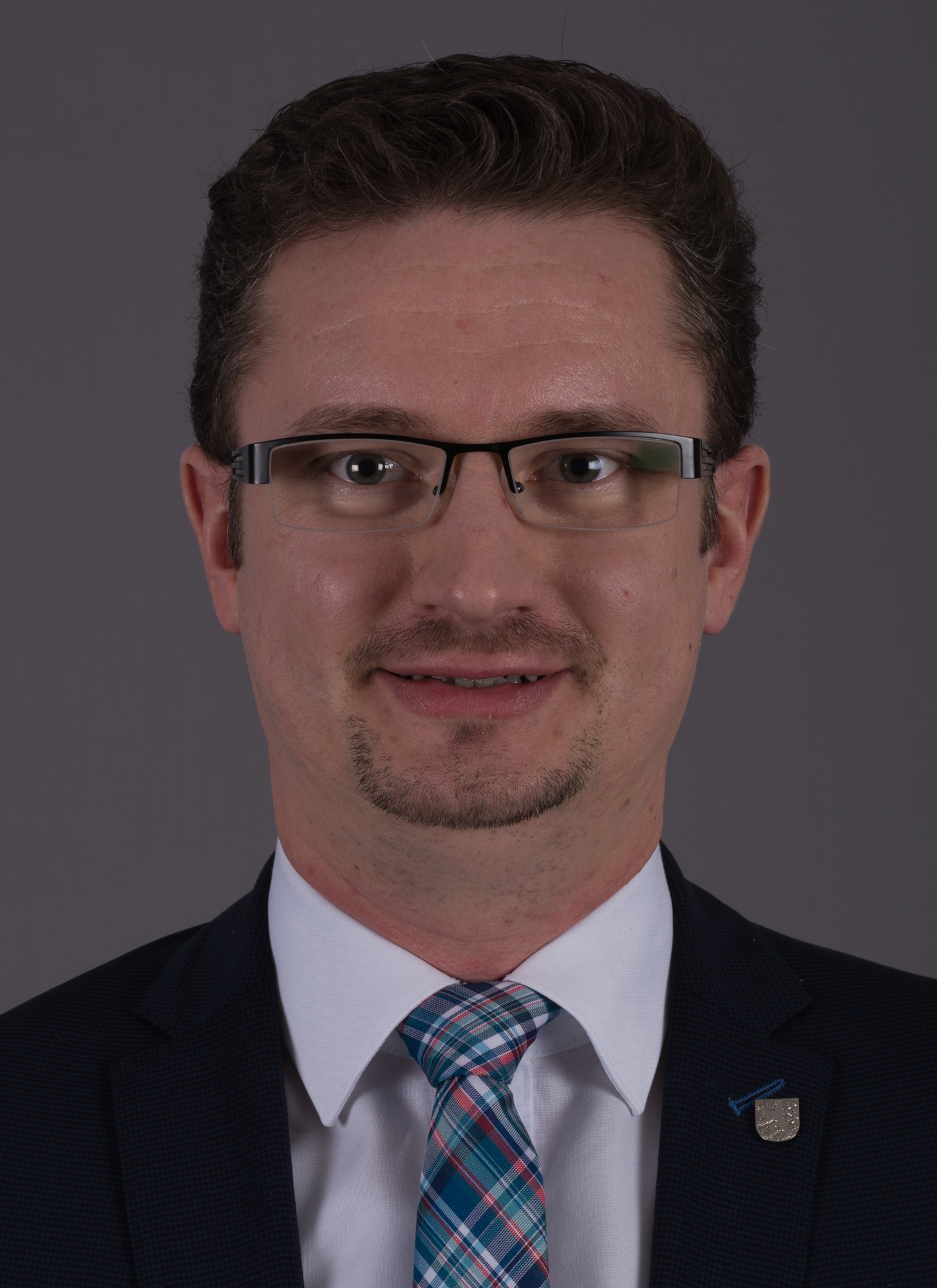
Christian Tischner (2016)

Christian K. Tischner (* 18. August 1981 in Greiz) ist ein deutscher Politiker (CDU) und seit 2014 Mitglied des Thüringer Landtags. Seit 2024 ist er Thüringer Minister für Bildung, Wissenschaft und Kultur im Kabinett Voigt.

## Leben und Ausbildung
Tischner wurde in Greiz geboren und legte 1998 den Realschulabschluss und 2001 das Wirtschaftsabitur am Beruflichen Gymnasium in Greiz ab. Von 2001 bis 2006 studierte er Geschichte und Politikwissenschaft für das Lehramt an Gymnasien an der Friedrich-Schiller-Universität Jena und der Martin-Luther-Universität Halle-Wittenberg. Nach dem ersten Staatsexamen im Jahr 2006 begann er sein Referendariat am Staatlichen Gymnasium Greiz, das er 2008 mit dem zweiten Staatsexamen abschloss. Anschließend war er an derselben Schule bis 2010 als Lehrer für Geschichte und Sozialkunde tätig.
Neben seiner Tätigkeit als Lehrer war er seit 2008 wissenschaftlicher Mitarbeiter der Professur für Politikdidaktik an der Friedrich-Schiller-Universität Jena. 2010 leitete er dort für ein Jahr organisatorisch die Professur für politische Bildung. Von 2010 bis 2012 war Tischner Promotionsstipendiat der Konrad-Adenauer-Stiftung, von 2011 bis 2016 Dozent am Zentrum für Schlüsselqualifikationen der Universität Passau, 2012 wurde er Lehrbeauftragter am Institut für Politikwissenschaft der Universität Jena sowie von 2012 bis 2013 Universitätslektor an der Professur Politikwissenschaft und ihre Didaktik der Universität Bremen. 2013 kehrte er als Lehrer an der Kooperativen Gesamtschule „Adolf Reichwein“ in Jena in den Schuldienst zurück.
Tischner ist Autor von Aufsätzen und Büchern zu politikdidaktischen und historischen Themen.
Christian Tischner ist evangelisch, verheiratet und lebt in Greiz. Er hat zwei Kinder.

### Ehrenamtliches Engagement
Tischner ist seit 2024 Landesvorsitzender des Volksbundes Deutsche Kriegsgräberfürsorge e.V. in Thüringen. Seit 2018 ist er Vorsitzender des Fördervereines der Vogtlandphilharmonie Greiz-Reichenbach e.V. Weiterhin ist er Vorstandsmitglied beim Kreissportbund Greiz e.V., dem Seminar für politische Bildung und Information e.V., der Deutschen Vereinigung für politische Bildung e.V., der Lebenshilfe Greiz e.V. sowie dem Greizer Theaterherbst e.V.

## Politik

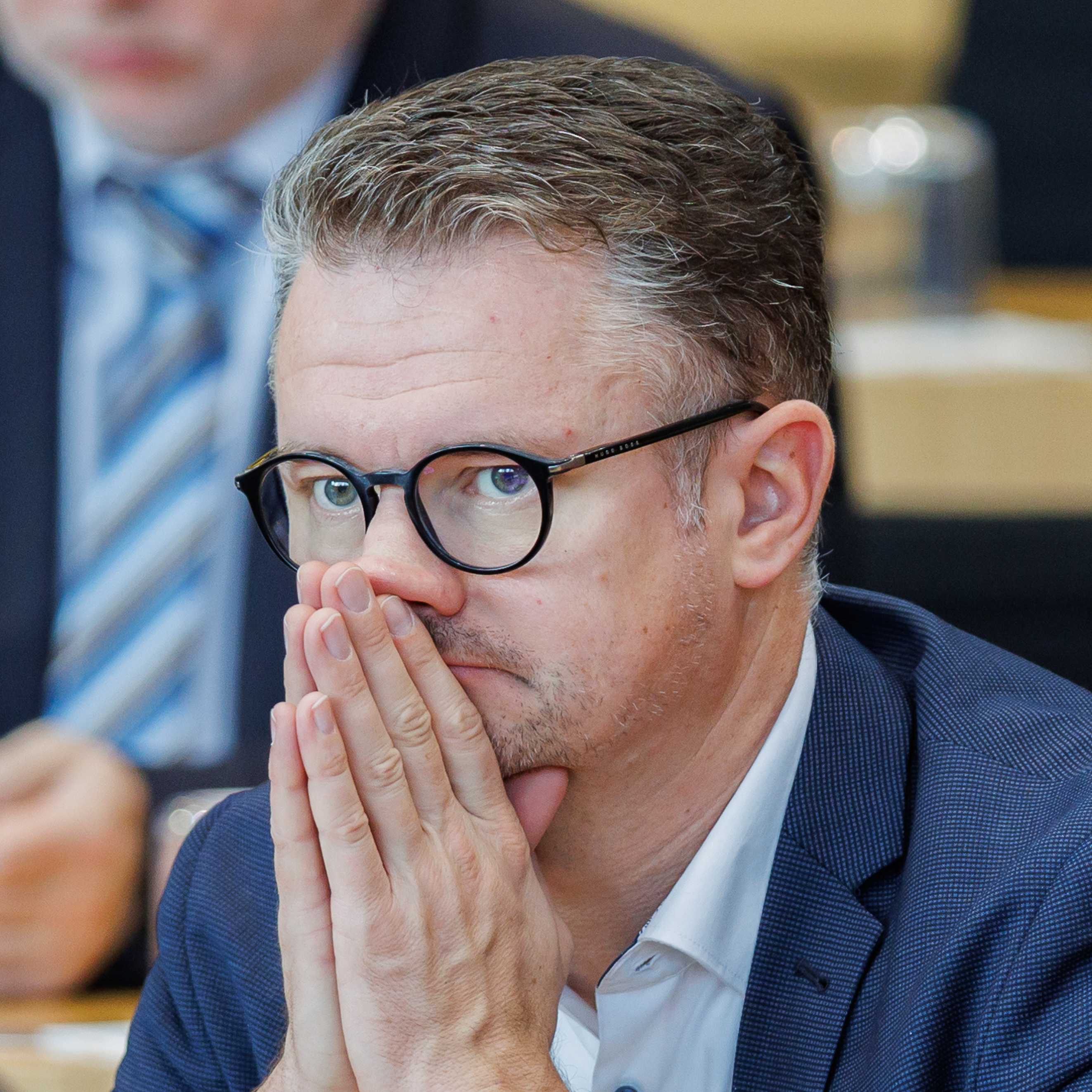
Tischner im Landtag (2024)

Tischner trat 1997 in die CDU ein. 2004 wurde er Mitglied des Stadtrates in Greiz und dort zum Vorsitzenden des Tourismus-, Kultur- und Sozialausschusses gewählt; seit 2014 ist er Vorsitzender der CDU-Stadtratsfraktion. 2009 wurde er auch in den Kreistag des Landkreises Greiz gewählt. Innerhalb seiner Partei ist er seit 1999 Mitglied des CDU-Kreisvorstandes im Landkreis Greiz. Zudem ist er seit 2009 Ehrenvorsitzender des Kreisverbandes der Jungen Union.
Bei der Landtagswahl in Thüringen 2014 gewann Tischner für die CDU das Direktmandat im Wahlkreis Greiz II und wurde somit erstmals in den Thüringer Landtag gewählt. In dieser Legislatur war er Mitglied und Vorsitzender der Enquetekommission „Rassismus und Diskriminierung“ (2017–2019), Mitglied in den Untersuchungsausschüssen „Lauinger-Affäre“ (2017–2019) und „Aktenlager Immelborn“ (2015–2017), sowie im Kuratorium der Thüringer Ehrenamtsstiftung (2014–2019), der Landessportkonferenz (2014–2019) und der Strafvollzugskommission (2014–2019).
Im Jahr 2019 und 2024 gewann er erneut das Direktmandat im Wahlkreis Greiz II. Dort ist er Mitglied im Ausschuss für Bildung, Jugend und Sport, dem Ausschuss für Wirtschaft, Wissenschaft und Digitale Gesellschaft sowie dem Freundeskreis Israel. Außerdem ist Tischner bildungs- und wissenschaftspolitischer Sprecher seiner CDU-Fraktion. Von 2020 bis 2024 war Christian Tischner stellvertretender Vorsitzender der CDU-Landtagsfraktion.
Tischner ist Vorsitzender des Kuratoriums der Thüringer Landeszentrale für politische Bildung. Seit 2023 ist er Mitglied der Thüringer Landeswissenschaftskonferenz.
Seit 2022 ist Tischner Mitglied in der Bundes-Fachkommission „Aufstieg“ zur Erarbeitung des Grundsatzprogramms der CDU-Deutschlands, seit 2023 Vorsitzender der Kommission „Starke Kinder. Gute Zukunft.“.
Am 13. Dezember 2024 wurde Tischner zum Thüringer Minister für Bildung, Wissenschaft und Kultur im Kabinett Voigt ernannt.

## Veröffentlichungen
- Politik & Co., Lehrerhandreichung – Sozialkunde für das Gymnasium Thüringen, hg. v. Hartwig Riedel, C.C. Buchner Verlag Bamberg – diverse Ausgaben 2012 bis 2020
- Planspiel Kommunalpolitik: „Ein neues Theater- & Veranstaltungshaus für Greiz!?“ – Ein Planspiel zur Kommunalpolitik – zugleich Muster für andere konkrete Anwendungen, Didaktischer Koffer, Universität Halle 2009.
- Politische Reden. Eine Erscheinungsform der politischen Kultur, in: Carl Deichmann / Ingo Juchler (Hrsg.): Politik verstehen lernen. Zugänge zum Politikunterricht, Wochenschau Verlag, Schwalbach/Ts. 2010, S. 67–75; Politische Reden: Beispiele für die Unterrichtspraxis, S. 120–131.
- Planspiel Kommunalpolitik. Soziales Handeln und Kommunalpolitik verstehen durch Planspiele, in: GWP 3/2010, S. 391–405.
- Stimmt die Richtung? Politische Bildung im Sinne des Lebenslangen Lernens, in: Andreas Eis, Torsten Oppelland, Christian K. Tischner (Hrsg.): Politische Kultur und politische Bildung. Festschrift für Carl Deichmann, Wochenschau Verlag, Schwalbach/Ts. 2011, S. 197–210.
- Wandlungsprozesse: von der DDR zur Bundesrepublik. Politik verstehen: Behandlung von Biographien und politischen Reden (gemeinsam mit Carl Deichmann), in: Dirk Lange (Hrsg.): Entgrenzungen. Gesellschaftlicher Wandel und politische Bildung, VSVerlag, Wiesbaden 2011, S. 190–198.
- Das Bundesverfassungsgericht. Hüter der Verfassung oder politischer Konkurrent? In: Thomas Goll (Hrsg.): Anspruch und Realität des Grundgesetzes. Themen und Materialien, Bundeszentrale für politische Bildung, Bonn 2013, S. 223–232; Materialien für Lehrende, S. 233–260. (inkl. DVD)
- (Hrsg. mit Carl Deichmann): Handbuch Dimensionen und Ansätze der politischen Bildung, Wochenschau Verlag, Schwalbach/Ts. 2013. ISBN 978-3-89974817-8.
  - Der handlungsorientierte Ansatz, in: Handbuch Dimensionen und Ansätze der politischen Bildung, S. 57–71.
  - Mediale Erscheinungsformen politischer Kultur, in: Handbuch Dimensionen und Ansätze der politischen Bildung, S. 218–239.
- Erscheinungsformen politischer Kultur als projektorientierter Ansatz des lebenslangen politischen Lernens, in: Ingo Juchler (Hrsg.).: Projekte in der politischen Bildung, Bundeszentrale für politische Bildung, Bonn 2013, S. 57–71.
- (Hrsg. mit Carl Deichmann): Handbuch Fächerübergreifender Unterricht in der politischen Bildung, Wochenschau Verlag, Schwalbach/Ts. 2014. ISBN 978-3-899-74827-7.
  - Geschichtsunterricht und Politikunterricht, in: Handbuch Fächerübergreifender Unterricht in der politischen Bildung, S. 73–90.
- Der Thüringer Landtag. Lernmaterial für die Sekundarstufen I und II, hg. v. Thüringer Landtag, Erfurt 2017. (Konzeption und Mitautor)
- Greiz in den Jahren des Ersten Weltkrieges, in: Schneider, Volkmar (Hrsg.). Greizer Heimatkalender 2017, Greiz 2017, S. 131–142.
- Aufstände und Missverständnisse – Unruhige und blutige Märztage in der Region Greiz 1920, in: Schneider, Volkmar (Hrsg.): Greizer Heimatkalender 2020, Greiz 2020, S. 131–142.
- Historische Reden im Geschichtsunterricht, 2. Aufl., Wochenschau Verlag, Schwalbach/Ts. 2020. ISBN 978-3-899-74373-9.
- Rhetorik und Geschichte, in: Vadim Oswalt / Hans-Jürgen Pandel (Hrsg.): Handbuch Geschichtskultur, Wochenschau Verlag, Schwalbach/Ts. 2021, S. 164–201.